# ماسيمو دوتي
ماسیمو دوتی شركة إسبانية لإنتاج الملابس الرجالية وهي مملوكة لفريق ایندتکس العقاري الإسباني. تم تأسيسها في 1985 في مدينة برشلونة. استحوز اینتدکس على 65% أسهم ماسیمو دوتی في 1991 ومن ذلك الحين بدأت ماسیمو دوتی بإنتاج ملابس نسائية وعطور. المقر الرئيسي لماسيمو دوتي في برشلونة بينما اينتدكس تتاخذ منطقة غاليسيا مقرا لها. لماسیمو دوتی أكثر من 542 فرع في 45 دولة حول العالم.

## الفروع

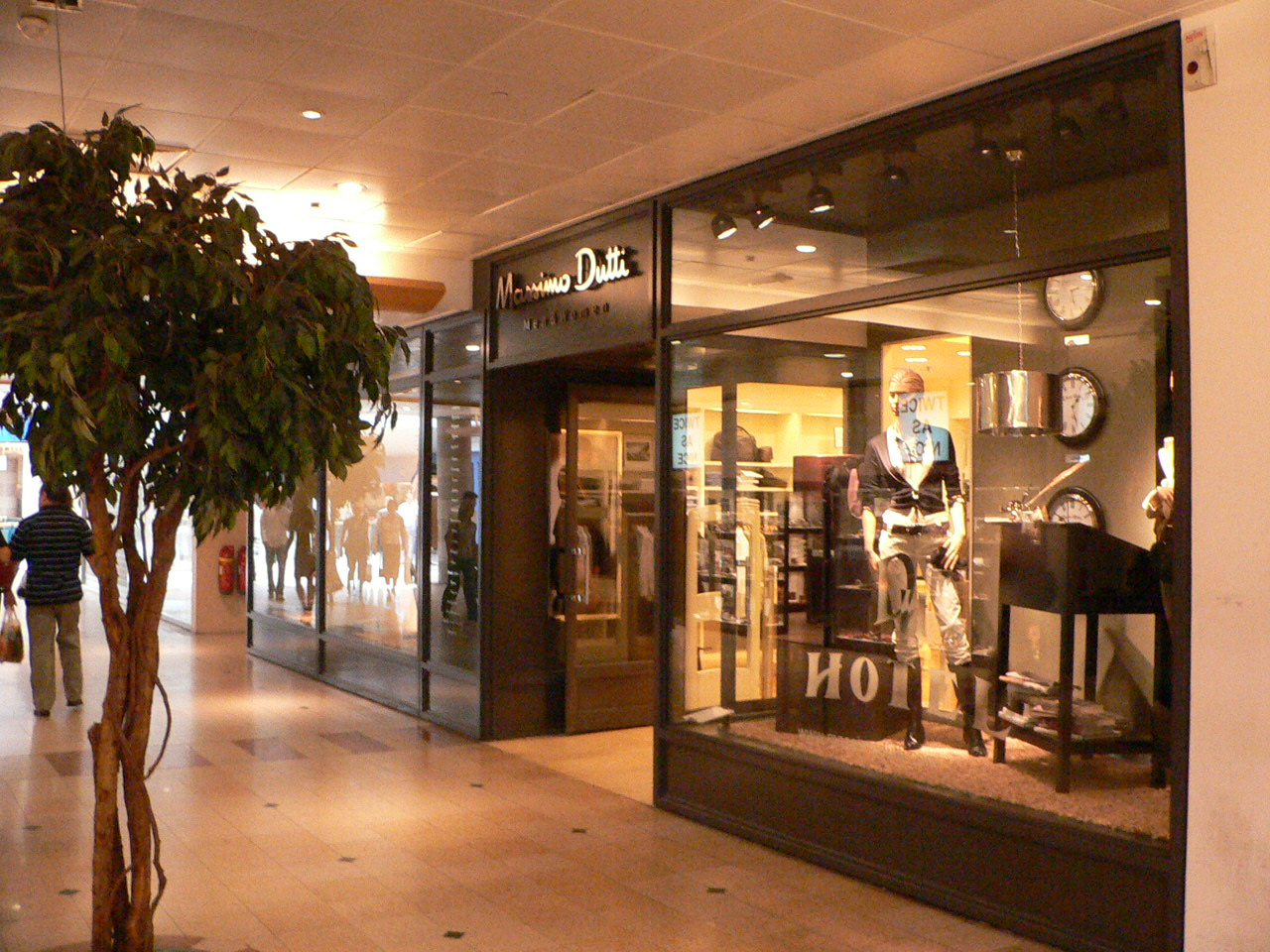
فرع ماسیمو دوتی في بروكسل

| - إسبانيا: 246 - البرتغال: 45 - المكسيك: 29 - بلجيكا: 22 - فرنسا: 17 - روسيا: 17 - تركيا: 14 - اليونان: 13 - السعودية: 11 - المملكة المتحدة: 11 - بولندا: 10 - الصين: 9 - الإمارات العربية المتحدة: 9 | - ألمانيا: 8 - إيطاليا: 7 - لبنان: 5 - ماليزيا: 5 - سويسرا: 5 - رومانيا: 5 - قالب:سنغافورا: 4 - بلغاريا: 3 - كولومبيا: 3 - قبرص: 3 - مصر: 3 - إندونيسيا: 3 - الفلبين: 3 | - السويد: 3 - البحرين: 2 - كرواتيا: 2 - الأردن: 2 - الكويت: 2 - النرويج: 2 - قطر: 2 - صربيا: 2 - كوريا الجنوبية: 2 - سوريا: 2 - تايلاند: 2 - أندورا: 1 - كوستاريكا: 1 | - جمهورية التشيك: 1 - غواتيمالا: 1 - الهند: 1 - جمهورية أيرلندا: 1 - إسرائيل: 1 - كازاخستان: 1 - ليتوانيا: 1 - لوكسمبورغ: 1 - مالطا: 1 - المغرب: 1 - هولندا: 1 - سلوفينيا: 1 - العراق: 1 |